# اعتدال شاهين
اعتدال شاهين (19 أغسطس 1929 - )، ممثلة مصرية. ولدت في مدينة القاهرة، وبدأت حياتها الفنية في فترة الشباب خلال حقبة الخمسينات من القرن العشرين، واستمرت حتى بدايات حقبة التسعينات في العمل بين السينما والتليفزيون، من أفلامها: (دائرة الانتقام، المتشردان، استغاثة من العالم الآخر، صاحب الإدارة بواب العمارة، ملابس الحداد الحمراء)، كما قدمت من المسلسلات: (قبل الضياع، عم حمزة، بين القصرين، برج الأكابر).وهي شقيقة الفنانة فتحية شاهين.

## وصلات خارجية
- اعتدال شاهين على موقع الدهليز
- اعتدال شاهين على موقع قاعدة بيانات الأفلام العربية

1. ↑  ، السيرة الذاتية : إعتدال شاهين. نسخة محفوظة 23 مارس 2016 على موقع واي باك مشين.